# Hamida Husajn Abu al-Wafa
Hamida Husajn Abu al-Wafa (arab. حميده حسين أبوالوفا ;ur. 11 stycznia 1986) – egipska zapaśniczka walcząca w stylu wolnym. Zajęła piąte miejsce na igrzyskach śródziemnomorskich w 2005. Brązowa medalistka mistrzostw Afryki w 2005; czwarta w 2004 roku.